# Dhofar 006
Dhofar 006 — метеорит-хондрит масою 364 грами.